# Erin, New York
Erin är en kommun i Chemung County i delstaten New York, USA.